# Protivirusni program
Protivirusni program je računalniški program oziroma skupek programov, ki so namenjeni za preprečevanje, iskanje, odkrivanje in odstranjevanje programskih virusov in druge zlonamerne programske opreme, kot so črvi in trojanski konji. Ta orodja so bistvenega pomena za uporabnike, saj se računalnik brez protivirusnega programa lahko okuži takoj, ko je povezan z internetom. Ker se dnevno pojavlja več tisoč novih oblik zlonamerne programske opreme, morajo podjetja, ki izdelujejo protivirusne programe, le-te konstantno posodabljati in enako morajo storiti tudi njihovi uporabniki.

## Zgodovina
Pred časom protivirusnih programov so se varnostna vprašanja in dileme pojavljale že pri zaprtih računalniških omrežjih, ki niso bili povezani z internetom. Ko pa se je začela doba interneta in se je vedno več ljudi povezalo z internetom, je grožnja postala že vsaka naložena datoteka, ogrožena je bila elektronska pošta in hekerji so imeli možnost kraje podatkov iz kjerkoli po svetu.
Prvi znani virus je bil ustvarjen leta 1971 po imenu Creeper Virus. Čez čas ga je bilo možno odstraniti s programom The Reaper. To je na neki način prvi protivirusni program, čeprav je besedo virus v tem kontekstu prvič uporabil ameriški računalničar Frederick B. Cohenni šele leta 1983. Dejansko odstranjevanje virusov se je začelo šele v drugi polovici 80-ih. Prvi je virus odstranil Bernd Fix leta 1987. Fix je zaslužen za odstranitev t. i. Vienna Virusa, ki je še vedno prisoten na računalnikih, na srečo pa se ga enostavno odstrani s pomočjo sodobnih protivirusnih programov. V približno istem času je Atari Corporation  sodelovanjem z G Data Software, Inc. razvil protivirusni program G Data.  Njihov antivirusni program je bil razvit za osebne računalnike, ki so jih proizvajali pri Atari Corporation leta 1985.
Med prvimi trojanskimi konji je najbolj znan trojanski konj Beast, poznan tudi kot RAT (Remote Administration Tool). Okužil je lahko operacijske sisteme Windows 95 do Windows XP. Napisan v jeziku Dephi je nastal leta 2002.
Leta 1988 je bil objavljen eden prvih črvov The Morris Worm. Sprožil ga je študent Robert Tappan Morris. Črv ni povzročil škode, le upočasnil delovanje računalnikov.

## Delovanje
Poznamo več vrst protivirusnih programov, njihov način delovanja pa se lahko razlikuje:
1. Pregledovanje oz. skeniranje datotek na računalniku. Tak protivirusni program ima zbirko kod za posamezne viruse. Če pri skeniranju zazna katero od teh kod, poskuša datoteko zbrisati ali popraviti. 
2. Pregledovanje programov, ki so sumljivi in predstavljajo grožnjo. 
3. Sandbox ali peskovnik. Protivirusni program naredi simulacijo operacijskega sistema, v katerem analizira delovanje nekega programa.

## Vrste
Na trgu obstajajo plačljivi in tudi brezplačni protivirusni programi. Poleg protivirusnih programov za osebne računalnike poznamo tudi take za mobilne naprave (npr. Android in iOS). Med najbolj poznane protivirusne programe za operacijske sisteme Windows in Mac spadajo:	
- Avast,
- McAfee,
- AVG,
- Avira,
- Norton,
- ESET,
- G Data,
- Panda,
- Microsoft Security Essentials,
- Kaspersky,
- BitDefender.

Protivirusni programi za mobilne naprave so med drugimi:
- Comodo Security&Antivirus (Adroid),
- Lookout Mobile Security (Android, iOS),
- Avira Mobile Security (Android, iOS),
- 360 Security (Android, iOS),
- AVG Mobilation (Android),
- G Data Mobile Security (Android).

## Tveganja
V današnjem času imajo uporabniki pestro izbiro protivirusnih programov, vsi pa se nagibajo k njihovi brezplačni uporabi. Med izbiranjem programov lahko pride do težav, npr. da uporabnik izbere navidezni program, ki se izdaja za protivirusni program, v resnici pa gre za zlonamerni program, ki prinaša viruse. Največjemu tveganju se lahko izpostavi uporabnik sam, če si kljub vsem varnostnim možnostim ne odloči za nobeno ali pa ne skrbi za posodabljanje varnostne zaščite.